# Hokejové divize 1976/1977
Československé divize ledního hokeje 1976/1977 byly hokejové soutěže na území  Československa, která byla v rámci České socialistické republiky  čtvrtou nejvyšší hokejovou soutěží a třetí nejvyšší v rámci Slovenské socialistické republiky.

## Systém soutěže
Soutěž se skládala ze 6 skupin po 8 účastnících. Ve skupinách se všech 8 klubů utkalo čtyřkolově každý s každým (celkem 28 kol). Díky plánované reorganizaci soutěží na území České socialistické republiky a plánovanému zrušení divizí postoupily z každé skupiny lépe umístěná polovina mužstech do rozšířené 2. české národní hokejové ligy. Ostatní kluby sestoupily do krajských přeborů. Vítězové všech dvou skupin na území Slovenské socialistické republiky postoupily do 1. slovenské národní hokejové ligy. Poslední týmy z obou slovenských skupin sestoupily do krajských přeborů.
Před začátkem soutěží odstoupily ze skupiny B TJ Vlna Nejdek (měla mít pouze 7 účastníků, protože ji nikdo jiný neměl zájem hrát), ze skupiny C TJ Spartak Hlinsko, TJ Spartak Opočno, TJ Tiba Jaroměř a ze skupiny D TJ Baník OKD Ostrava.

## Česká socialistická republika

### Skupina A
| Poř. | Tým                               | Z  | V  | R | P  | VB  | OB  | B  |
| ---- | --------------------------------- | -- | -- | - | -- | --- | --- | -- |
| 1.   | VTJ Příbram                       | 28 | 23 | 2 | 3  | 193 | 58  | 48 |
| 2.   | TJ Uhelné sklady Praha            | 28 | 18 | 4 | 6  | 161 | 99  | 40 |
| 3.   | TJ Spolana Neratovice             | 28 | 14 | 6 | 8  | 116 | 89  | 34 |
| 4.   | TJ Spartak BS Vlašim              | 28 | 13 | 5 | 10 | 111 | 87  | 31 |
| 5.   | TJ Kaučuk Kralupy nad Vltavou     | 28 | 13 | 3 | 12 | 116 | 129 | 29 |
| 6.   | TJ Spartak Rožmitál pod Třemšínem | 28 | 10 | 4 | 14 | 106 | 117 | 24 |
| 7.   | TJ Karbo Benátky nad Jizerou      | 28 | 4  | 1 | 23 | 68  | 178 | 9  |
| 8.   | TJ Slavoj Velké Popovice          | 28 | 2  | 5 | 21 | 67  | 181 | 9  |

### Skupina B
| Poř. | Tým                      | Z  | V  | R | P  | VB  | OB  | B  |
| ---- | ------------------------ | -- | -- | - | -- | --- | --- | -- |
| 1.   | TJ Spartak Lada Soběslav | 20 | 17 | 1 | 2  | 157 | 40  | 35 |
| 2.   | TJ Kovosvit Holoubkov    | 20 | 14 | 2 | 4  | 98  | 57  | 30 |
| 3.   | SK Mariánské Lázně       | 20 | 11 | 2 | 7  | 100 | 72  | 24 |
| 4.   | TJ Hluboká nad Vltavou   | 20 | 6  | 2 | 12 | 60  | 118 | 14 |
| 5.   | TJ Slavoj Český Krumlov  | 20 | 6  | 1 | 13 | 60  | 113 | 13 |
| 6.   | TJ Sokol Bernatice       | 20 | 2  | 0 | 18 | 46  | 121 | 4  |

### Skupina C
| Poř. | Tým                       | Z  | V  | R | P  | VB  | OB  | B  |
| ---- | ------------------------- | -- | -- | - | -- | --- | --- | -- |
| 1.   | HC Stadion Teplice        | 20 | 16 | 2 | 2  | 115 | 45  | 34 |
| 2.   | TJ Baník SHD Most         | 20 | 14 | 3 | 3  | 106 | 56  | 31 |
| 3.   | TJ DNT Kadaň              | 20 | 10 | 3 | 7  | 81  | 64  | 23 |
| 4.   | TJ ZKL Klášterec nad Ohří | 20 | 10 | 2 | 8  | 74  | 62  | 22 |
| 5.   | TJ Technické služby Děčín | 20 | 3  | 1 | 16 | 65  | 148 | 7  |
| 6.   | TJ Kovohutě Povrly        | 20 | 1  | 1 | 18 | 56  | 122 | 3  |

### Skupina D
| Poř. | Tým                         | Z  | V  | R | P  | VB  | OB  | B  |
| ---- | --------------------------- | -- | -- | - | -- | --- | --- | -- |
| 1.   | TJ Zbrojovka Vsetín         | 24 | 19 | 3 | 2  | 120 | 56  | 41 |
| 2.   | TJ Nový Jičín               | 24 | 17 | 1 | 6  | 126 | 76  | 35 |
| 3.   | TJ Tatra Vagónka Studénka   | 24 | 14 | 4 | 6  | 111 | 63  | 32 |
| 4.   | VTJ Dukla Valašské Meziříčí | 24 | 9  | 5 | 10 | 102 | 104 | 23 |
| 5.   | TJ Žďas Žďár nad Sázavou    | 24 | 9  | 4 | 11 | 104 | 102 | 22 |
| 6.   | TJ Modeta Jihlava           | 24 | 4  | 3 | 17 | 75  | 153 | 11 |
| 7.   | TJ Spartak Nedvědice        | 24 | 2  | 0 | 22 | 69  | 153 | 94 |

Týmy VTJ Příbram, TJ Spartak Lada Soběslav, HC Stadion Teplice, TJ Zbrojovka Vsetín, TJ Uhelné sklady Praha, TJ Spolana Neratovice, TJ Spartak BS Vlašim, TJ Kovosvit Holoubkov, TJ Baník SHD Most, TJ Nový Jičín a TJ Tatra Vagónka Studénka přímo postoupily do dalšího ročníku 2.ČNHL.

Týmy TJ Kaučuk Kralupy nad Vltavou, TJ Spartak Rožmitál pod Třemšínem, TJ Karbo Benátky nad Jizerou, TJ Slavoj Velké Popovice, SK Mariánské Lázně, TJ Hluboká nad Vltavou, TJ Slavoj Český Krumlov, TJ Sokol Bernatice, TJ DNT Kadaň, TJ ZKL Klášterec nad Ohří, TJ Technické služby Děčín, TJ Kovohutě Povrly
VTJ Dukla Valašské Meziříčí, TJ Žďas Žďár nad Sázavou, TJ Modeta Jihlava a TJ Spartak Nedvědice přímo sestoupily do krajských přeborů.

## Slovenská socialistická republika

### Skupina západ
| Poř. | Tým                         | Z  | V  | R | P  | VB  | OB  | B  |
| ---- | --------------------------- | -- | -- | - | -- | --- | --- | -- |
| 1.   | TJ Spartak BEZ Bratislava   | 28 | 25 | 2 | 1  | 297 | 71  | 52 |
| 2.   | TJ TS Topoľčany             | 28 | 23 | 1 | 4  | 213 | 78  | 47 |
| 3.   | TJ Banské stavby Prievidza  | 28 | 16 | 1 | 11 | 162 | 155 | 33 |
| 4.   | TJ Gumárne 1. mája Púchov   | 28 | 13 | 1 | 14 | 133 | 125 | 27 |
| 5.   | TJ Slávia UK Bratislava     | 28 | 12 | 2 | 14 | 148 | 137 | 26 |
| 6.   | TJ ZVL Povážska Bystrica    | 28 | 12 | 2 | 14 | 12  | 113 | 26 |
| 7.   | TJ Slávia Ekonóm Bratislava | 28 | 4  | 1 | 23 | 107 | 227 | 9  |
| 8.   | TJ Iskra Partizánske        | 28 | 1  | 2 | 25 | 79  | 343 | 4  |

### Skupina východ
| Poř. | Tým                      | Z  | V  | R | P   | VB  | OB  | B  |
| ---- | ------------------------ | -- | -- | - | --- | --- | --- | -- |
| 1.   | VTJ Dukla Michalovce     | 26 | 24 | 0 | 2   | 250 | 47  | 48 |
| 2.   | TJ Slovan Levoča         | 24 | 15 | 1 | 8   | 135 | 93  | 31 |
| 3.   | TJ Družstevník Letanovce | 25 | 14 | 2 | 9   | 116 | 114 | 30 |
| 4.   | TJ PPS Detva             | 25 | 10 | 2 | 13  | 118 | 131 | 22 |
| 5.   | TJ Poľnohospodár Brusno  | 23 | 9  | 3 | 112 | 102 | 94  | 21 |
| 6.   | TJ Slovan Solivar        | 26 | 9  | 3 | 14  | 88  | 129 | 21 |
| 7.   | TJ Slovan Smižany        | 23 | 8  | 1 | 14  | 74  | 144 | 17 |
| 8.   | TJ Jarovnice             | 24 | 3  | 0 | 21  | 53  | 184 | 6  |

Tabulka není úplná.

Týmy TJ Spartak BEZ Bratislava a VTJ Dukla Michalovce postoupily do dalšího ročníku 1. SNHL. Nahradil je sestupující tým TJ ZPA Prešov a postupující z krajských přeborů
postoupila TJ Slávia VŠP Nitra, TJ Tesla Liptovský Hrádok a TJ Jednota Kežmarok .